# Wenkeova hrobka
Wenkeova hrobka je secesní hrobka z let 1906 až 1907 na městském hřbitově v Jaroměři. Jedná se o jednu z hrobek významných továrníků Jaroměře počátku 20. století. Od roku 2010 je chráněna jako kulturní památka.

## Historie
Hrobku nechala postavit vdova po Albertu Wenkem (1844–1905), továrníkovi a majiteli obchodního domu v Jaroměři. Do rodinné hrobky byl později pohřben také jejich syn Josef Wenke, který zemřel v roce 1929.
Hrobka je umístěna v závěru osy hřbitova. Jedná se o architektonicky atypickou hřbitovní stavbu propojující secesi s antickým tvaroslovím, konkrétně staroegyptským (karyatidy) a mykénským či etruským (portál v podobě tumulu). Hrobka byla postavena podle návrhu (modelu) sochaře Josefa Pekárka. Realizaci provedla pražská firma a místní kamenosochař J. Svoboda. Na stavbě hrobky se jako dělník podílel i pozdější československý prezident Antonín Zápotocký.
V roce 2004 proběhlo restaurování a v roce 2011 i větší oprava zahrnující opravu cimbuří a zhotovení nové střechy.

## Popis
Jedná se o obdélnou přízemní stavbu zakončenou kupolí na tamburu. Celá stavba je zděná z různě opracovaného hořického pískovce. Tambur s kupolí jsou vyzděny z cihel. Klenbu překrývá prkenné bednění. V interiéru je tambur posazen na pendentivu. V severní části stavby je umístěn oltář s pískovcovou oltářní menzou posazenou na vyvýšeném pískovcovém stupni s malou oltářní deskou s křížem z pískovce. Za oltářní deskou je na zdi namalován výjev klečícího muže s holubicí s pozadím lesa. Na oltářní menze jsou postaveny urny. Před oltářem je v ose stavby v teracové podlaze zabudována kamenná deska kryjící vstup do podzemní části hrobky, lemovaná mozaikou.
Vpravo od vstupu je zavěšena pamětní deska z bílého mramoru s nápisem TATO HROBKA JEST POSTAVENA NÁKLADEM PÍ ANNY VENKOVÉ STARŠÍ VDOVY PO TOVÁRNÍKU A VELKOOBCHODNÍKU V JAROMĚŘI ROKU 1906 – 1907. Hlavní vstupní portál vznikl z jemně opracovaných pískovcových kvádrů sestavených v podobě tumulu, na jehož vrcholu je posazena socha Krista (v nadživotní velikosti) stojícího na oblacích. Pod ním je vytesán nápis JSEM VZKŘÍŠENÍ / I ŽIVOT.  Nad vstupem je nápis RODINA VENKOVA A ŠULCOVA.